# St. Johns (Illinois)
St. Johns is een plaats (village) in de Amerikaanse staat Illinois, en valt bestuurlijk gezien onder Perry County.

## Demografie
Bij de volkstelling in 2000 werd het aantal inwoners vastgesteld op 218.

## Geografie
Volgens het United States Census Bureau beslaat de plaats een oppervlakte van 1,9 km², waarvan 1,8 km² land en 0,1 km² water.

## Plaatsen in de nabije omgeving
De onderstaande figuur toont nabijgelegen plaatsen in een straal van 16 km rond St. Johns.